# Lista de património edificado no distrito de Vila Real
Esta lista é uma sublista da Lista de património edificado em Portugal para o Distrito de Vila Real, ordenada alfabeticamente por concelho, baseada nas listagens do IPPAR de Março de 2005 e atualizações.
Legenda:
- Os monumentos podem eventualmente ter várias designações, sendo estas separadas nesse caso pela conjunção "ou";
- Por vezes vários edifícios fazem parte de uma mesma classificação patrimonial, sendo nesse caso separados pela conjunção "e";
- A existência de dois graus de classificação diferente para um mesmo monumento (usualmente VC e outro) significa que este aguarda uma classificação definitiva, se bem que tenha sido homologado com o grau indicado (ex: VC-IIP é um imóvel em vias de classificação, homologado com o grau de Imóvel de Interesse Público).

Observação: São preservadas as denominações adoptadas pelo IPPAR, mesmo que elas apresentem outras alternativas. Nestes casos há redireccionamento para aquela em que o artigo está redigido, podendo ou não esta designação aparecer na lista.

## Alijó
| ID       | Designações                                                        | Categoria              | Tipologia           | Freguesia             | Grau | Ano  | Coordenadas                  | Imagem       |
| -------- | ------------------------------------------------------------------ | ---------------------- | ------------------- | --------------------- | ---- | ---- | ---------------------------- | ------------ |
| 72388    | Pelourinho de Alijó                                                | Arquitectura civil     | Pelourinho          | Alijó                 | IIP  | 1933 | 41.276411° N 7.474923° O     |              |
| 97013975 | Pousada do Barão de Forrester                                      | Monumento              |                     | Alijó                 | n/c  |      | 41.275434° N 7.474617° O     |              |
| 70439    | Abrigo rupestre da Pala Pinta                                      | Arqueologia            | Arte rupestre       | Carlão                | VC   |      |                              |              |
| 73412    | Marco granítico 3                                                  | Arquitectura civil     | Marco               | Favaios               | IIP  | 1946 | 41.267359° N 7.497127° O     |              |
| 73413    | Marco granítico 1                                                  | Arquitectura civil     | Marco               | Favaios               | IIP  | 1946 | 41.267359° N 7.497127° O     |              |
| 73414    | Marco granítico 2                                                  | Arquitectura civil     | Marco               | Favaios               | IIP  | 1946 | 41.267359° N 7.497127° O     |              |
| 10717661 | Conjunto Arquitectónico do Largo da Praça e Rua Direita de Favaios | Arquitectura civil     | Conjunto            | Favaios               |      | 2010 | 41.266534° N 7.500033° O     |              |
| 74819    | Castro do Pópulo ou Castro da Touca Rota                           | Arqueologia            | Povoado fortificado | Pópulo                | IIP  | 1997 | 41.373103° N 7.489129° O     | Mais imagens |
| 156230   | Capela de Nossa Senhora da Boa Morte e cruzeiro                    | Arquitectura religiosa | Capela              | Pópulo                | VC   | 1998 |                              |              |
| 73305    | Casa onde nasceu o Padre Manuel da Nóbrega                         | Arquitectura civil     | Casa                | Sanfins do Douro      | VC   |      |                              |              |
| 71471    | Igreja de São Mamede de Ribatua                                    | Arquitectura religiosa | Igreja              | São Mamede de Ribatua | IIM  | 1983 | 41.24924867° N 7.42684671° O |              |
| 74904    | Pelourinho de São Mamede de Ribatua                                | Arquitectura civil     | Pelourinho          | São Mamede de Ribatua | IIP  | 1933 | 41.250199° N 7.432026° O     |              |
| 73699    | Marco granítico 4                                                  | Arquitectura civil     | Marco               | Vale de Mendiz        | IIP  | 1946 | 41.267359° N 7.497127° O     |              |
| 70347    | Anta de Fonte Coberta                                              | Arqueologia            | Anta                | Vila Chã              | MN   | 1910 | 41.334842° N 7.47164° O      | Mais imagens |
| 5751866  | Santuário do Senhor de Perafita                                    | Arquitectura religiosa | Santuário           | Vila Verde            | VC   |      |                              |              |

 Legenda: PM - Património Mundial · MN - Monumento Nacional · IIP - Imóvel de Interesse Público · MIP - Monumento de Interesse Público · CIP - Conjunto de Interesse Público · SIP - Sítio de Interesse Público · IIM - Imóvel de Interesse Municipal · MIM - Monumento de Interesse Municipal · CIM - Conjunto de Interesse Municipal · SIM - Sítio de Interesse Municipal · VC - Em vias de classificação · SPL - Sem proteção legal

## Boticas
| ID      | Designações                                                                      | Categoria              | Tipologia           | Freguesia          | Grau | Ano  | Coordenadas                  | Imagem       |
| ------- | -------------------------------------------------------------------------------- | ---------------------- | ------------------- | ------------------ | ---- | ---- | ---------------------------- | ------------ |
| 71490   | Capela de Atilhó ou Capela de Santa Margarida                                    | Arquitectura religiosa | Capela              | Alturas do Barroso | IIM  | 1986 | 41.84606944° N 8.41905° O    |              |
| 73697   | Castro de Carvalhelhos ou Castelo dos Mouros                                     | Arqueologia            | Castro              | Beça               | IIP  | 1951 | 41.69877° N 7.732754° O      | Mais imagens |
| 73698   | Ponte sobre o rio Beça (de pedrinha)                                             | Arquitectura civil     | Ponte               | Beça               | IIP  | 1990 | 41.680732° N 7.711884° O     |              |
| 72764   | Conjunto habitacional de 2 moradias e arco ou passadiço                          | Arquitectura civil     | Conjunto            | Cerdedo            | VC   |      | 41.84694167° N 8.41821389° O |              |
| 74606   | Castro de Lesenho ou Outeiro Lesenho                                             | Arqueologia            | Povoado fortificado | Covas do Barroso   | IIP  | 1990 | 41.64562349° N 7.75420679° O |              |
| 74607   | Cruzeiro de Covas do Barroso                                                     | Arquitectura religiosa | Cruzeiro            | Covas do Barroso   | IIP  | 1967 | 41.635456° N 7.783278° O     |              |
| 74608   | Igreja de Santa Maria (Covas do Barroso) ou Igreja Paroquial de Covas do Barroso | Arquitectura religiosa | Igreja              | Covas do Barroso   | IIP  | 1967 | 41.632121° N 7.786351° O     | Mais imagens |
| 73401   | Pelourinho de Dornelas                                                           | Arquitectura civil     | Pelourinho          | Dornelas           | IIP  | 1933 | 41.639783° N 7.842004° O     |              |
| 73611   | Castro da Giestosa ou Castro do Souto da Lama                                    | Arqueologia            | Castro              | Dornelas           | IIP  | 1990 | 41.658289° N 7.834773° O     |              |
| 72731   | Castro de Cabeço                                                                 | Arqueologia            | Castro              | Granja             | IIP  | 1986 | 41.690558° N 7.641694° O     |              |
| 9990054 | Complexo Mineiro do Vale Superior do Rio Terva                                   |                        |                     | Ardãos e Bobadela  | IIP  | 1986 | 41.690558° N 7.641694° O     |              |

 Legenda: PM - Património Mundial · MN - Monumento Nacional · IIP - Imóvel de Interesse Público · MIP - Monumento de Interesse Público · CIP - Conjunto de Interesse Público · SIP - Sítio de Interesse Público · IIM - Imóvel de Interesse Municipal · MIM - Monumento de Interesse Municipal · CIM - Conjunto de Interesse Municipal · SIM - Sítio de Interesse Municipal · VC - Em vias de classificação · SPL - Sem proteção legal

## Chaves
| ID       | Designações                                                                                | Categoria              | Tipologia           | Freguesia                   | Grau | Ano  | Coordenadas              | Imagem       |
| -------- | ------------------------------------------------------------------------------------------ | ---------------------- | ------------------- | --------------------------- | ---- | ---- | ------------------------ | ------------ |
| 73390    | Castelo de Monforte                                                                        | Arquitectura militar   | Castelo             | Águas Frias                 | MN   | 1950 | 41.762258° N 7.356106° O | Mais imagens |
| 70324    | Igreja de São João Baptista (Cimo de Vila da Castanheira)                                  | Arquitectura religiosa | Igreja              | Cimo de Vila da Castanheira | MN   | 1993 | 41.798695° N 7.26813° O  |              |
| 73938    | Castelo do Mau Vizinho ou Castelo dos Mouros                                               | Arqueologia            | Povoado fortificado | Cimo de Vila da Castanheira | IIP  | 1986 | 41.796526° N 7.271034° O |              |
| 75013    | Cruzeiro de Eiras                                                                          | Arquitectura religiosa | Cruzeiro            | Eiras                       | IIP  | 1950 | 41.731818° N 7.426263° O |              |
| 74903    | Pelourinho de Ervededo                                                                     | Arquitectura civil     | Pelourinho          | Ervededo                    | IIP  | 1933 | 41.814493° N 7.494427° O |              |
| 74144    | Castro de Loivos ou Castro Muradal                                                         | Arqueologia            | Povoado fortificado | Loivos                      | IIP  | 1984 | 41.623215° N 7.498176° O |              |
| 70611    | Ponte romana e as duas colunas comemorativas do tempo dos imperadores Vespasiano e Trajano | Arquitectura civil     | Ponte               | Madalena                    | MN   | 1938 | 41.738544° N 7.467503° O | Mais imagens |
| 74692    | Casa onde viveu o Abade Baçal                                                              | Arquitectura civil     | Casa                | Mairos                      | IIP  | 1993 | 41.82592° N 7.337148° O  |              |
| 72728    | Castro de Santiago do Monte ou Crastas de Santiago                                         | Arqueologia            | Castro              | Nogueira da Montanha        | IIP  | 1990 | 41.66592° N 7.41844° O   |              |
| 72729    | Igreja de São Miguel ou Igreja Paroquial de Nogueira da Montanha                           | Arquitectura religiosa | Igreja              | Nogueira da Montanha        | IIP  | 1974 | 41.661734° N 7.431639° O |              |
| 73783    | Igreja de Nossa Senhora da Azinheira do Outeiro Seco                                       | Arquitectura religiosa | Igreja              | Outeiro Seco                | IIP  | 1938 | 41.76848° N 7.450525° O  |              |
| 156231   | Quinta da Macieira (incluindo passadiço e capela)                                          | Arquitectura civil     | Conjunto            | Redondelo                   | IIP  |      | 41.708592° N 7.56553° O  |              |
| 73513    | Igreja de Santa Leocádia                                                                   | Arquitectura religiosa | Igreja              | Santa Leocádia              | IIP  | 1961 | 41.617524° N 7.46127° O  |              |
| 70655    | Castelo de Chaves                                                                          | Arquitectura militar   | Castelo             | Santa Maria Maior           | MN   | 1938 | 41.739603° N 7.471922° O | Mais imagens |
| 74667    | Pelourinho de Chaves                                                                       | Arquitectura civil     | Pelourinho          | Santa Maria Maior           | IIP  | 1933 | 41.739864° N 7.470661° O | Mais imagens |
| 74668    | Igreja de Santa Maria Maior ou Igreja Matriz de Chaves                                     | Arquitectura religiosa | Igreja              | Santa Maria Maior           | IIP  | 1997 | 41.739611° N 7.470892° O | Mais imagens |
| 13214032 | Termas Romanas de Chaves ou Termas Medicinais Romanas de Chaves                            | Arqueologia            | Termas              | Santa Maria Maior           | VC   |      |                          | Mais imagens |
| 71121    | Castelo de Santo Estêvão                                                                   | Arquitectura militar   | Castelo             | Santo Estêvão               | MN   | 1939 | 41.75918° N 7.419075° O  | Mais imagens |
| 71282    | Igreja Paroquial de São Julião de Montenegro                                               | Arquitectura religiosa | Igreja              | São Julião de Montenegro    | VC   | 1990 |                          |              |
| 72773    | Igreja Paroquial de Soutelinho da Raia e fonte medieval.                                   | Arquitectura religiosa | Igreja              | Soutelinho da Raia          | IIP  | 1990 | 41.828789° N 7.575231° O |              |
| 73780    | Estação rupestre de Outeiro Machado ou Outeiro dos Machados                                | Arqueologia            | Arte rupestre       | Vale de Anta                | IIP  | 1970 | 41.755187° N 7.511436° O |              |
| 73781    | Barragem de Abobeleira (romana) ou Outeiro da Porta                                        | Arqueologia            | Barragem            | Vale de Anta                | IIP  | 1992 | 41.755631° N 7.489435° O |              |
| 73782    | Capela da Granjinha                                                                        | Arquitectura religiosa | Capela              | Vale de Anta                | IIP  | 1971 | 41.729038° N 7.491145° O |              |

 Legenda: PM - Património Mundial · MN - Monumento Nacional · IIP - Imóvel de Interesse Público · MIP - Monumento de Interesse Público · CIP - Conjunto de Interesse Público · SIP - Sítio de Interesse Público · IIM - Imóvel de Interesse Municipal · MIM - Monumento de Interesse Municipal · CIM - Conjunto de Interesse Municipal · SIM - Sítio de Interesse Municipal · VC - Em vias de classificação · SPL - Sem proteção legal

## Mesão Frio
| ID       | Designações                             | Categoria              | Tipologia           | Freguesia      | Grau | Ano  | Coordenadas                  | Imagem |
| -------- | --------------------------------------- | ---------------------- | ------------------- | -------------- | ---- | ---- | ---------------------------- | ------ |
| 74524    | Marco granítico 7                       | Arquitectura civil     | Marco               | Barqueiros     | IIP  | 1946 | 41.1393879° N 7.88773758° O  |        |
| 74525    | Marco granítico 8                       | Arquitectura civil     | Marco               | Barqueiros     | IIP  | 1946 | 42.12018889° N 8.25235833° O |        |
| 74526    | Marcos graníticos 5 e 6                 | Arquitectura civil     | Marco               | Barqueiros     | IIP  | 1946 | 41.1357159° N 7.89287248° O  |        |
| 73640    | Castro de Cidadelhe                     | Arqueologia            | Povoado fortificado | Cidadelhe      | IIP  | 1992 | 41.178655° N 7.844349° O     |        |
| 156232   | Casa da Quinta do Côtto                 | Arquitectura civil     | Casa                | Cidadelhe      | IIP  |      | 41.170695° N 7.846617° O     |        |
| 6031731  | Casa e Quinta de Santana ou de Sant'Ana | Arquitectura civil     | Casa                | Oliveira       | VC   |      |                              |        |
| 73984    | Pelourinho de Mesão Frio                | Arquitectura civil     | Pelourinho          | Santa Cristina | IIP  | 1933 | 41.161062° N 7.887584° O     |        |
| 97011028 | Solar da Rede / Pousada de Mesão Frio   | Monumento              |                     | Santa Cristina | n/c  |      | 41.163068° N 7.874335° O     |        |
| 73639    | Arcas tumulares românicas               | Arquitectura religiosa | Túmulo              | São Nicolau    | IIP  | 1945 | 41.157665° N 7.892852° O     |        |
| 73983    | Hospital da Misericórdia de Mesão Frio  | Arquitectura civil     | Hospital            | São Nicolau    | IIP  | 1974 | 41.157275° N 7.893017° O     |        |
| 72333    | Marco granítico 9                       | Arquitectura civil     | Marco               | Vila Jusã      | IIP  | 1946 | 41.14809594° N 7.88814603° O |        |
| 74523    | Marco granítico 10                      | Arquitectura civil     | Marco               | Vila Marim     | IIP  | 1946 | 42.11441667° N 8.25966667° O |        |

 Legenda: PM - Património Mundial · MN - Monumento Nacional · IIP - Imóvel de Interesse Público · MIP - Monumento de Interesse Público · CIP - Conjunto de Interesse Público · SIP - Sítio de Interesse Público · IIM - Imóvel de Interesse Municipal · MIM - Monumento de Interesse Municipal · CIM - Conjunto de Interesse Municipal · SIM - Sítio de Interesse Municipal · VC - Em vias de classificação · SPL - Sem proteção legal

## Mondim de Basto
| ID      | Designações                                                             | Categoria              | Tipologia            | Freguesia       | Grau | Ano  | Coordenadas                  | Imagem       |
| ------- | ----------------------------------------------------------------------- | ---------------------- | -------------------- | --------------- | ---- | ---- | ---------------------------- | ------------ |
| 74970   | Ponte de Ermelo sobre o Rio Olo                                         | Arquitectura civil     | Ponte                | Ermelo          | IIP  | 1990 | 41.360298° N 7.921977° O     |              |
| 74971   | Pelourinho de Ermelo                                                    | Arquitectura civil     | Pelourinho           | Ermelo          | IIP  | 1933 | 41.35927° N 7.888524° O      | Mais imagens |
| 71043   | Solar dos Azevedos, prédio da Rua de José Vitorino da Costa (Rua Velha) | Arquitectura civil     | Solar                | Mondim de Basto | IIM  | 1978 | 42.03033333° N 8.15824167° O |              |
| 73778   | Capela do Senhor                                                        | Arquitectura religiosa | Capela               | Mondim de Basto | IIP  | 1958 | 41.412258° N 7.954116° O     | Mais imagens |
| 73779   | Ponte de Vilar de Viando sobre o Rio Cabril                             | Arquitectura civil     | Ponte                | Mondim de Basto | IIP  | 1990 | 41.399171° N 7.954589° O     |              |
| 4059186 | Castro de Crastoeiro                                                    | Arqueologia            | Povoado fortificado  | Mondim de Basto | VC   | 1999 |                              |              |
| 4059308 | Estação rupestre de Campelo                                             | Arqueologia            | Estação arqueológica | Mondim de Basto | VC   | 2000 |                              |              |

 Legenda: PM - Património Mundial · MN - Monumento Nacional · IIP - Imóvel de Interesse Público · MIP - Monumento de Interesse Público · CIP - Conjunto de Interesse Público · SIP - Sítio de Interesse Público · IIM - Imóvel de Interesse Municipal · MIM - Monumento de Interesse Municipal · CIM - Conjunto de Interesse Municipal · SIM - Sítio de Interesse Municipal · VC - Em vias de classificação · SPL - Sem proteção legal

## Montalegre
| ID      | Designações                                                                   | Categoria              | Tipologia | Freguesia                      | Grau | Ano  | Coordenadas                  | Imagem       |
| ------- | ----------------------------------------------------------------------------- | ---------------------- | --------- | ------------------------------ | ---- | ---- | ---------------------------- | ------------ |
| 70426   | Via romana de Braga a Chaves - 13 marcos miliários, série Capela (Montalegre) | Arqueologia            | Via       | Cervos                         | MN   | 1910 | 41.70669167° N 7.93786743° O |              |
| 71129   | Igreja de São Vicente da Chã                                                  | Arquitectura religiosa | Igreja    | Chã                            | MN   | 1910 | 41.784593° N 7.785165° O     | Mais imagens |
| 341960  | Antigo Seminário de Gralhas                                                   | Arquitectura religiosa | Seminário | Gralhas                        | IIM  | 2005 | 41.85083472° N 7.70476318° O |              |
| 70167   | Castelo de Montalegre                                                         | Arquitectura militar   | Castelo   | Montalegre                     | MN   | 1910 | 41.825884° N 7.791004° O     | Mais imagens |
| 72387   | Mamoas da Veiga                                                               | Arqueologia            | Necrópole | Montalegre                     | IIP  | 1990 | 41.83515° N 7.750519° O      |              |
| 70493   | Mosteiro de Santa Maria das Júnias (igreja e ruínas)                          | Arquitectura religiosa | Mosteiro  | Pitões das Júnias              | MN   | 1950 | 41.831152° N 7.942537° O     | Mais imagens |
| 72925   | Castro do Pedrário                                                            | Arqueologia            | Castro    | Sarraquinhos                   | IIP  | 1990 | 41.814927° N 7.62517° O      |              |
| 73083   | Castro de São Romão ou Castelo de São Romão                                   | Arqueologia            | Castro    | Viade de Baixo                 | VC   |      |                              |              |
| 156234  | Paço de Vilar de Perdizes (conjunto arquitectónico)                           | Arquitectura civil     | Conjunto  | Vilar de Perdizes              | MIP  | 1995 | 42.04163056° N 8.49434722° O |              |
| 7846193 | Capela de Nossa Senhora das Neves                                             | n/a                    | n/a       | Vilar de Perdizes (São Miguel) | MIP  |      | 41.85512933° N 7.63122745° O |              |

 Legenda: PM - Património Mundial · MN - Monumento Nacional · IIP - Imóvel de Interesse Público · MIP - Monumento de Interesse Público · CIP - Conjunto de Interesse Público · SIP - Sítio de Interesse Público · IIM - Imóvel de Interesse Municipal · MIM - Monumento de Interesse Municipal · CIM - Conjunto de Interesse Municipal · SIM - Sítio de Interesse Municipal · VC - Em vias de classificação · SPL - Sem proteção legal

## Murça
| ID     | Designações                                           | Categoria                        | Tipologia  | Freguesia | Grau | Ano  | Coordenadas                  | Imagem       |
| ------ | ----------------------------------------------------- | -------------------------------- | ---------- | --------- | ---- | ---- | ---------------------------- | ------------ |
| 69847  | Pelourinho de Murça                                   | Arquitectura civil               | Pelourinho | Murça     | MN   | 1910 | 41.408071° N 7.453908° O     | Mais imagens |
| 72923  | Capela da Misericórdia de Murça                       | Arquitectura religiosa           | Capela     | Murça     | IIP  | 1974 | 41.403466° N 7.454991° O     |              |
| 72924  | Conjunto - estrada romana e ponte sobre o rio Tinhela | Arqueologia / Arquitectura civil | Conjunto   | Murça     | IIP  | 1983 | 41.401231° N 7.464817° O     |              |
| 156265 | Castro de Palheiros                                   | Arqueologia                      | Castro     | Palheiros | SIP  | 2010 | 41.40292109° N 7.38022415° O |              |

 Legenda: PM - Património Mundial · MN - Monumento Nacional · IIP - Imóvel de Interesse Público · MIP - Monumento de Interesse Público · CIP - Conjunto de Interesse Público · SIP - Sítio de Interesse Público · IIM - Imóvel de Interesse Municipal · MIM - Monumento de Interesse Municipal · CIM - Conjunto de Interesse Municipal · SIM - Sítio de Interesse Municipal · VC - Em vias de classificação · SPL - Sem proteção legal

## Peso da Régua
| ID      | Designações                                                                          | Categoria              | Tipologia           | Freguesia             | Grau | Ano  | Coordenadas                  | Imagem       |
| ------- | ------------------------------------------------------------------------------------ | ---------------------- | ------------------- | --------------------- | ---- | ---- | ---------------------------- | ------------ |
| 71517   | Solar dos Silveiras ou Casa da Família do General Silveira                           | Arquitectura civil     | Solar               | Canelas               | IIM  | 1997 | 41.16697654° N 7.73276789° O |              |
| 72385   | Marco granítico 23                                                                   | Arquitectura civil     | Marco               | Canelas               | IIP  | 1946 | 41.15716756° N 7.7614206° O  |              |
| 156241  | Casa e Quinta do Covêlo                                                              | Arquitectura civil     | Conjunto            | Canelas               | VC   | 1996 |                              |              |
| 70915   | Cemitério Mouro ou Fonte dos Mouros                                                  | Arqueologia            | Necrópole           | Galafura              | IIM  | 1990 | 41.17757367° N 7.67669123° O |              |
| 72288   | Marcos de demarcação da zona de produção de vinhos generosos do Douro                | Arquitectura civil     | Marco               | Galafura              | IIP  | 1946 | 41.18705245° N 7.69222787° O |              |
| 73729   | Marcos graníticos 28 e 29                                                            | Arquitectura civil     | Marco               | Galafura              | IIP  | 1946 | 41.18111298° N 7.66117312° O |              |
| 73730   | Conjunto - Igreja de São Vicente ou Igreja Matriz de Galafura, campanário e cruzeiro | Arquitectura religiosa | Conjunto            | Galafura              | IIP  | 1983 | 41.1846° N 7.689522° O       | Mais imagens |
| 73731   | Marco granítico 26                                                                   | Arquitectura civil     | Marco               | Galafura              | IIP  | 1946 | 41.18485965° N 7.69809468° O |              |
| 73732   | Marco granítico 27                                                                   | Arquitectura civil     | Marco               | Galafura              | IIP  | 1946 | 41.1848416° N 7.69332727° O  |              |
| 73733   | Marco granítico 30                                                                   | Arquitectura civil     | Marco               | Galafura              | IIP  | 1946 | 41.90394167° N 8.62649167° O |              |
| 73827   | Marco granítico 73                                                                   | Arquitectura civil     | Marco               | Galafura              | IIP  | 1946 | 41.18831615° N 7.66112154° O |              |
| 74398   | Marco granítico 11                                                                   | Arquitectura civil     | Marco               | Loureiro              | IIP  | 1946 | 41.17622634° N 7.81136586° O |              |
| 74399   | Marco granítico 12                                                                   | Arquitectura civil     | Marco               | Loureiro              | IIP  | 1946 | 41.183459° N 7.82205734° O   |              |
| 74400   | Marco granítico 13                                                                   | Arquitectura civil     | Marco               | Loureiro              | IIP  | 1946 | 41.18165817° N 7.82206583° O |              |
| 74056   | Solar da Família Vaz Osório ou Casa dos Vazes                                        | Arquitectura civil     | Solar               | Peso da Régua         | IIP  | 1993 | 41.165811° N 7.784806° O     |              |
| 74057   | Marco granítico 14                                                                   | Arquitectura civil     | Marco               | Peso da Régua         | IIP  | 1946 | 41.16896488° N 7.79114409° O |              |
| 74058   | Marco granítico 15                                                                   | Arquitectura civil     | Marco               | Peso da Régua         | IIP  | 1946 | 41.16897191° N 7.79352725° O |              |
| 156238  | Edifício do Cine-Teatro Reguense                                                     | Arquitectura civil     | Cine-Teatro         | Peso da Régua         | VC   | 1999 |                              |              |
| 341961  | Casa da Companhia Velha                                                              | Arquitectura civil     | Casa                | Peso da Régua         | VC   | 2001 |                              |              |
| 6407431 | Cais da Estação Ferroviária de Peso da Régua                                         | Arquitectura civil     | Estação ferroviária | Peso da Régua         | VC   | 2004 |                              |              |
| 70168   | Estação arqueológica do Alto da Fonte do Milho                                       | Arqueologia            | Villa               | Poiares               | MN   | 1959 | 41.158031° N 7.724577° O     |              |
| 72384   | Marco granítico 24                                                                   | Arquitectura civil     | Marco               | Poiares               | IIP  | 1946 | 41.17957809° N 7.73149961° O |              |
| 72386   | Marco granítico 25                                                                   | Arquitectura civil     | Marco               | Poiares               | IIP  | 1946 | 41.17044874° N 7.69699813° O |              |
| 74049   | Marco granítico 21                                                                   | Arquitectura civil     | Marco               | Vilarinho dos Freires | IIP  | 1946 | 41.17333203° N 7.74822111° O |              |
| 74050   | Marco granítico 16                                                                   | Arquitectura civil     | Marco               | Vilarinho dos Freires | IIP  | 1946 | 41.17693366° N 7.74820009° O |              |
| 74051   | Marco granítico 17                                                                   | Arquitectura civil     | Marco               | Vilarinho dos Freires | IIP  | 1946 | 41.18501327° N 7.74100161° O |              |
| 74052   | Marco granítico 18                                                                   | Arquitectura civil     | Marco               | Vilarinho dos Freires | IIP  | 1946 | 41.19220022° N 7.73619079° O |              |
| 74053   | Marco granítico 19                                                                   | Arquitectura civil     | Marco               | Vilarinho dos Freires | IIP  | 1946 | 41.17062683° N 7.74704526° O |              |
| 74054   | Marco granítico 20                                                                   | Arquitectura civil     | Marco               | Vilarinho dos Freires | IIP  | 1946 | 41.86708333° N 8.19911667° O |              |
| 74055   | Marco granítico 22                                                                   | Arquitectura civil     | Marco               | Vilarinho dos Freires | IIP  | 1946 | 41.17514076° N 7.75059397° O |              |

 Legenda: PM - Património Mundial · MN - Monumento Nacional · IIP - Imóvel de Interesse Público · MIP - Monumento de Interesse Público · CIP - Conjunto de Interesse Público · SIP - Sítio de Interesse Público · IIM - Imóvel de Interesse Municipal · MIM - Monumento de Interesse Municipal · CIM - Conjunto de Interesse Municipal · SIM - Sítio de Interesse Municipal · VC - Em vias de classificação · SPL - Sem proteção legal

## Ribeira de Pena
| ID    | Designações                                            | Categoria                        | Tipologia  | Freguesia | Grau | Ano  | Coordenadas              | Imagem       |
| ----- | ------------------------------------------------------ | -------------------------------- | ---------- | --------- | ---- | ---- | ------------------------ | ------------ |
| 73445 | Castro da Cerva ou Monte do Castelo ou Monte de Cabriz | Arqueologia                      | Castro     | Cerva     | IIP  | 1990 | 41.492299° N 7.814605° O |              |
| 73446 | Pelourinho de Cerva                                    | Arquitectura civil               | Pelourinho | Cerva     | IIP  | 1933 | 41.473437° N 7.84797° O  | Mais imagens |
| 70692 | Ponte Romana sobre o Rio Poio ou Alvadia               | Arqueologia / Arquitectura civil | Ponte      | Cerva     | MN   | 1939 | 41.465409° N 7.827523° O | Mais imagens |
| 73302 | Conjunto arquitectónico em Limões                      | Arquitectura mista               | Conjunto   | Limões    | AN   | 2005 |                          |              |
| 74108 | Estação de arte rupestre de Lamelas ou Eiras           | Arqueologia                      | Estação    | Salvador  | IIP  | 1986 | 41.512615° N 7.796571° O |              |

 Legenda: PM - Património Mundial · MN - Monumento Nacional · IIP - Imóvel de Interesse Público · MIP - Monumento de Interesse Público · CIP - Conjunto de Interesse Público · SIP - Sítio de Interesse Público · IIM - Imóvel de Interesse Municipal · MIM - Monumento de Interesse Municipal · CIM - Conjunto de Interesse Municipal · SIM - Sítio de Interesse Municipal · VC - Em vias de classificação · SPL - Sem proteção legal

## Sabrosa
| ID      | Designações                                               | Categoria          | Tipologia           | Freguesia              | Grau | Ano  | Coordenadas                  | Imagem       |
| ------- | --------------------------------------------------------- | ------------------ | ------------------- | ---------------------- | ---- | ---- | ---------------------------- | ------------ |
| 74048   | Marco granítico 42                                        | Arquitectura civil | Marco               | Covas do Douro         | IIP  | 1946 | 41.1835716° N 7.60513814° O  |              |
| 72331   | Marco granítico 43                                        | Arquitectura civil | Marco               | Gouvães do Douro       | IIP  | 1946 | 41.19509582° N 7.56689962° O |              |
| 72332   | Pelourinho de Gouvães do Douro                            | Arquitectura civil | Pelourinho          | Gouvães do Douro       | IIP  | 1933 | 41.196697° N 7.573466° O     | Mais imagens |
| 74158   | Marco granítico 34                                        | Arquitectura civil | Marco               | Gouvinhas              | IIP  | 1946 | 41.18549449° N 7.63253628° O |              |
| 74159   | Marco granítico 35                                        | Arquitectura civil | Marco               | Gouvinhas              | IIP  | 1946 | 41.18189292° N 7.63256364° O |              |
| 74160   | Marco granítico 36                                        | Arquitectura civil | Marco               | Gouvinhas              | IIP  | 1946 | 41.18370402° N 7.63493361° O |              |
| 74161   | Marco granítico 37                                        | Arquitectura civil | Marco               | Gouvinhas              | IIP  | 1946 | 41.14258611° N 8.574825° O   |              |
| 74162   | Marco granítico 38                                        | Arquitectura civil | Marco               | Gouvinhas              | IIP  | 1946 | 41.17476089° N 7.6493016° O  |              |
| 74163   | Marco granítico 39                                        | Arquitectura civil | Marco               | Gouvinhas              | IIP  | 1946 | 41.16664229° N 7.64578651° O |              |
| 74164   | Marco granítico 40                                        | Arquitectura civil | Marco               | Gouvinhas              | IIP  | 1946 | 41.18368335° N 7.63016632° O |              |
| 74165   | Marco granítico 41                                        | Arquitectura civil | Marco               | Gouvinhas              | IIP  | 1946 | 41.18369371° N 7.63254996° O |              |
| 73410   | Marco granítico 33                                        | Arquitectura civil | Marco               | Paradela de Guiães     | IIP  | 1946 | 41.20894053° N 7.64070429° O |              |
| 73411   | Marcos graníticos 31 e 32                                 | Arquitectura civil | Marco               | Paradela de Guiães     | IIP  | 1946 | 41.22429739° N 7.65251538° O |              |
| 72998   | Quinta da Relva ou Cemitério lusitano-romano              | Arqueologia        | Necrópole           | Provesende             | IIP  | 1945 | 41.229553° N 7.565198° O     |              |
| 72999   | Pelourinho de Provesende                                  | Arquitectura civil | Pelourinho          | Provesende             | IIP  | 1933 | 41.217838° N 7.567305° O     |              |
| 5093440 | Casa da Calçada                                           | Arquitectura civil | Casa                | Provesende             | IIP  |      | 41.2181° N 7.568411° O       |              |
| 7940901 | Casa do Fundo de Vila                                     | n/a                | n/a                 | Provesende             | IIP  |      | 41.217983° N 7.567321° O     |              |
| 7940953 | Casa dos Belezas                                          | n/a                | n/a                 | Provesende             | IIP  |      | 41.21958794° N 7.57074343° O |              |
| 70723   | Casa da Pereira, edifício onde nasceu Fernão de Magalhães | Arquitectura civil | Casa                | Sabrosa                | VC   | 2001 |                              |              |
| 73399   | Marco granítico 47                                        | Arquitectura civil | Marco               | Sabrosa                | IIP  | 1946 | 41.26992481° N 7.58654324° O |              |
| 73400   | Castro de Sabrosa ou Castelo dos Mouros                   | Arqueologia        | Povoado fortificado | Sabrosa                | IIP  | 1970 | 41.279039° N 7.586403° O     | Mais imagens |
| 74047   | Mamoa das Madorras                                        | Arqueologia        | Mamoa               | São Martinho de Antas  | VC   | 1988 |                              |              |
| 72881   | Marco granítico 44                                        | Arquitectura civil | Marco               | Vilarinho de São Romão | IIP  | 1946 | 41.25004792° N 7.57239178° O |              |
| 72882   | Marco granítico 45                                        | Arquitectura civil | Marco               | Vilarinho de São Romão | IIP  | 1946 | 41.25007101° N 7.57716384° O |              |
| 72883   | Marco granítico 46                                        | Arquitectura civil | Marco               | Vilarinho de São Romão | IIP  | 1946 | 41.24559203° N 7.58197366° O |              |

 Legenda: PM - Património Mundial · MN - Monumento Nacional · IIP - Imóvel de Interesse Público · MIP - Monumento de Interesse Público · CIP - Conjunto de Interesse Público · SIP - Sítio de Interesse Público · IIM - Imóvel de Interesse Municipal · MIM - Monumento de Interesse Municipal · CIM - Conjunto de Interesse Municipal · SIM - Sítio de Interesse Municipal · VC - Em vias de classificação · SPL - Sem proteção legal

## Santa Marta de Penaguião
| ID    | Designações                                                 | Categoria              | Tipologia  | Freguesia                     | Grau | Ano  | Coordenadas                  | Imagem |
| ----- | ----------------------------------------------------------- | ---------------------- | ---------- | ----------------------------- | ---- | ---- | ---------------------------- | ------ |
| 72382 | Marco granítico 71                                          | Arquitectura civil     | Marco      | Alvações do Corgo             | IIP  | 1946 | 41.20578188° N 7.75876201° O |        |
| 72383 | Marco granítico 72                                          | Arquitectura civil     | Marco      | Alvações do Corgo             | IIP  | 1946 | 41.1886508° N 7.75170756° O  |        |
| 73693 | Igreja de Santa Eulália ou Igreja Paroquial da Cumieira     | Arquitectura religiosa | Igreja     | Cumieira                      | IIP  | 1983 | 41.252656° N 7.769171° O     |        |
| 73694 | Marco granítico 53                                          | Arquitectura civil     | Marco      | Cumieira                      | IIP  | 1946 | 41.24185822° N 7.7776436° O  |        |
| 73695 | Marco granítico 54                                          | Arquitectura civil     | Marco      | Cumieira                      | IIP  | 1946 | 41.23016032° N 7.78009217° O |        |
| 73696 | Marco granítico 55                                          | Arquitectura civil     | Marco      | Cumieira                      | IIP  | 1946 | 41.25533443° N 7.76802548° O |        |
| 73911 | Marco granítico 48                                          | Arquitectura civil     | Marco      | Fornelos                      | IIP  | 1946 | 41.24734178° N 7.80505346° O |        |
| 74394 | Marco granítico 50                                          | Arquitectura civil     | Marco      | Fornelos                      | IIP  | 1946 | 41.24193936° N 7.80508038° O |        |
| 74395 | Marco granítico 49                                          | Arquitectura civil     | Marco      | Fornelos                      | IIP  | 1946 | 41.24106236° N 7.81343509° O |        |
| 74396 | Marco granítico 51                                          | Arquitectura civil     | Marco      | Fornelos                      | IIP  | 1946 | 41.24734852° N 7.80743947° O |        |
| 74397 | Marco granítico 52                                          | Arquitectura civil     | Marco      | Fornelos                      | IIP  | 1946 | 41.24914933° N 7.80743056° O |        |
| 72525 | Capela de São Pedro de Medrões                              | Arquitectura religiosa | Capela     | Medrões                       | MIP  | 2010 | 41.21138448° N 7.8266951° O  |        |
| 73910 | Igreja de São João Baptista ou Igreja Paroquial de Lobrigos | Arquitectura religiosa | Igreja     | São João Baptista de Lobrigos | IIP  | 1967 | 41.198936° N 7.776053° O     |        |
| 73912 | Pelourinho de Santa Marta de Penaguião                      | Arquitectura civil     | Pelourinho | São João Baptista de Lobrigos | IIP  | 1933 | 41.210382° N 7.78739° O      |        |

 Legenda: PM - Património Mundial · MN - Monumento Nacional · IIP - Imóvel de Interesse Público · MIP - Monumento de Interesse Público · CIP - Conjunto de Interesse Público · SIP - Sítio de Interesse Público · IIM - Imóvel de Interesse Municipal · MIM - Monumento de Interesse Municipal · CIM - Conjunto de Interesse Municipal · SIM - Sítio de Interesse Municipal · VC - Em vias de classificação · SPL - Sem proteção legal

## Valpaços
| ID      | Designações                                                            | Categoria              | Tipologia           | Freguesia                      | Grau | Ano  | Coordenadas                  | Imagem       |
| ------- | ---------------------------------------------------------------------- | ---------------------- | ------------------- | ------------------------------ | ---- | ---- | ---------------------------- | ------------ |
| 72880   | Pelourinho de Águas Revés                                              | Arquitectura civil     | Pelourinho          | Água Revés e Crasto            | IIP  | 1953 | 41.55828° N 7.348355° O      | Mais imagens |
| 8208480 | Casa de Mariz Sarmento e Capela de São Caetano                         | Arquitectura civil     | Solar               | Água Revés e Crasto            | MIP  | 2012 | 41.55828° N 7.348355° O      |              |
| 74444   | Santuário rupestre de Argeriz ou Pias dos Mouros                       | Arqueologia            | Santuário           | Algeriz                        | IIP  | 1984 | 41.59080615° N 7.39076134° O | Mais imagens |
| 74445   | Castro de Ribas ou Alto da Cerca                                       | Arqueologia            | Povoado fortificado | Algeriz                        | IIP  | 1984 | 41.58446408° N 7.39862864° O |              |
| 74902   | Castro da Lama de Ouriço ou Cabeço da Muralha                          | Arqueologia            | Castro              | Alvarelhos                     | IIP  | 1986 | 42.03141944° N 8.582125° O   | Mais imagens |
| 70911   | Casa senhorial de Argemil                                              | Arquitectura civil     | Casa                | Carrazedo de Montenegro        | IIM  | 1982 | 41.58413097° N 7.41721985° O | Mais imagens |
| 73692   | Igreja de São Nicolau ou Igreja Paroquial de Carrazedo de Montenegro   | Arquitectura religiosa | Igreja              | Carrazedo de Montenegro        | IIP  | 1982 | 41.563739° N 7.4267° O       | Mais imagens |
| 71537   | Capela de Sá                                                           | Arquitectura religiosa | Capela              | Ervões                         | IIM  | 1977 | 41.67459684° N 7.34536883° O | Mais imagens |
| 74685   | Igreja de Possacos                                                     | Arquitectura religiosa | Igreja              | Possacos                       | IIP  | 1982 | 41.61336298° N 7.27343365° O | Mais imagens |
| 341963  | Igreja Matriz de Santa Valha                                           | Arquitectura religiosa | Igreja              | Santa Valha                    | IIP  | 1993 | 41.68290512° N 7.2794518° O  | Mais imagens |
| 73631   | Castro de Vilanova ou Alto da Cerca                                    | Arqueologia            | Castro              | Santiago da Ribeira de Alhariz | IIP  | 1986 | 41.63815576° N 7.41782349° O |              |
| 74683   | Casa do Arco, Solar dos Morgados ou Solar dos Pinto Leite              | Arquitectura civil     | Solar               | Valpaços                       | IIP  | 1993 | 41.606839° N 7.311197° O     | Mais imagens |
| 74684   | Conjunto - ponte de Valpaços e alminhas                                | Arquitectura mista     | Conjunto            | Valpaços                       | IIP  | 1986 | 41.640272° N 7.278061° O     | Mais imagens |
| 70125   | Marcos Graníticos (13)                                                 | Arquitectura civil     | Marco               | Vilarandelo                    | IIP  | 1946 | 41.66467582° N 7.32597851° O | Mais imagens |
| 72769   | Igreja Paroquial de Vilarandelo ou Igreja de São Vicente (Vilarandelo) | Arquitectura religiosa | Igreja              | Vilarandelo                    | IIP  |      | 41.663847° N 7.323581° O     | Mais imagens |
| 73218   | Capela de São Sebastião (Vilarandelo)                                  | Arquitectura religiosa | Capela              | Vilarandelo                    | IIP  | 1983 | 41.662156° N 7.320192° O     | Mais imagens |
| 73500   | Castro de Vilarandelo ou Alto da Muradela                              | Arqueologia            | Povoado fortificado | Vilarandelo                    | IIP  | 1986 | 41.67253556° N 7.30816829° O | Mais imagens |

 Legenda: PM - Património Mundial · MN - Monumento Nacional · IIP - Imóvel de Interesse Público · MIP - Monumento de Interesse Público · CIP - Conjunto de Interesse Público · SIP - Sítio de Interesse Público · IIM - Imóvel de Interesse Municipal · MIM - Monumento de Interesse Municipal · CIM - Conjunto de Interesse Municipal · SIM - Sítio de Interesse Municipal · VC - Em vias de classificação · SPL - Sem proteção legal

## Vila Pouca de Aguiar
| ID       | Designações                                                                 | Categoria              | Tipologia               | Freguesia            | Grau | Ano  | Coordenadas                  | Imagem       |
| -------- | --------------------------------------------------------------------------- | ---------------------- | ----------------------- | -------------------- | ---- | ---- | ---------------------------- | ------------ |
| 72381    | Pelourinho de Alfarela de Jales                                             | Arquitectura civil     | Pelourinho              | Alfarela de Jales    | IIP  | 1933 | 41.443953° N 7.571395° O     |              |
| 8706813  | Barragem romana de Tinhela de Baixo - Sul ou Vale das Veias                 | Arqueologia            | Barragem                | Bornes de Aguiar     | VC   | 2006 |                              |              |
| 8706830  | Barragem romana de Tinhela de Baixo - Norte ou Barragem do Outeiro Ferraria | Arqueologia            | Barragem                | Bornes de Aguiar     | VC   | 2006 |                              |              |
| 10970627 | Edifício dos CTT de Pedras Salgadas                                         | n/a                    | n/a                     | Bornes de Aguiar     | IIM  |      | 41.53730995° N 7.59942598° O |              |
| 5974299  | Ponte da Ola                                                                | Arquitectura civil     | Ponte                   | Bragado              | VC   | 2004 | 41.68877778° N 8.83897222° O |              |
| 156244   | Igreja de Santa Eulália                                                     | Arquitectura religiosa | Igreja                  | Pensalvos            | IIP  | 2006 | 41.562° N 7.655° O           |              |
| 70580    | Antas da Serra do Alvão                                                     | Arqueologia            | Monumento megalítico    | Soutelo de Aguiar    | MN   | 1910 | 41.49186452° N 7.7215235° O  |              |
| 73638    | Mamoa do Alto do Cotorino                                                   | Arqueologia            | Mamoa                   | Soutelo de Aguiar    | IIP  | 1990 | 41.49720525° N 7.72194488° O | Mais imagens |
| 71205    | Castelo de Pena de Aguiar                                                   | Arquitectura militar   | Castelo                 | Telões               | MN   | 1982 | 41.46931434° N 7.67944475° O | Mais imagens |
| 74605    | Minas romanas de Tresminas                                                  | Arqueologia            | Mina                    | Tresminas            | IIP  | 1997 | 41.49588013° N 7.52417512° O | Mais imagens |
| 8706835  | Túnel do Pedroso                                                            |                        | Complexo mineiro romano | Tresminas            | VC   | 2006 |                              |              |
| 74441    | Capela da Aldeia de Cidadelha (altar de talha dourada)                      | Arquitectura religiosa | Altar                   | Vila Pouca de Aguiar | IIP  | 1982 | 41.5112° N 7.64097° O        |              |
| 74442    | Pelourinho de Vila Pouca de Aguiar                                          | Arquitectura civil     | Pelourinho              | Vila Pouca de Aguiar | IIP  | 1933 | 41.49617788° N 7.64333066° O |              |
| 74443    | Recinto fortificado de Cidadelha (muralha)                                  | Arqueologia            | Fortificação            | Vila Pouca de Aguiar | IIP  | 1990 | 41.51665399° N 7.65228113° O |              |
| 6049479  | Ponte de Cidadelha ou Ponte de Cidadelha de Aguiar                          | Arquitectura civil     | Ponte                   | Vila Pouca de Aguiar | IIM  | 2004 | 41.5113° N 7.6407° O         |              |
| 72790    | Estátua do marco                                                            | Arquitectura civil     | Estátua                 | Vreia de Jales       | VC   | 1997 |                              |              |
| 5980582  | Ponte do Arco ou Ponte da Barrela                                           | Arquitectura civil     | Ponte                   | Vreia de Jales       | VC   | 2006 |                              |              |
| 8128256  | Alto dos Canastros                                                          |                        | espigueiro              | Vreia de Jales       | IIM  | 2006 | 41.43927123° N 7.59618384° O |              |

 Legenda: PM - Património Mundial · MN - Monumento Nacional · IIP - Imóvel de Interesse Público · MIP - Monumento de Interesse Público · CIP - Conjunto de Interesse Público · SIP - Sítio de Interesse Público · IIM - Imóvel de Interesse Municipal · MIM - Monumento de Interesse Municipal · CIM - Conjunto de Interesse Municipal · SIM - Sítio de Interesse Municipal · VC - Em vias de classificação · SPL - Sem proteção legal

## Vila Real
| ID      | Designações                                                                                                | Categoria              | Tipologia     | Freguesia         | Grau | Ano  | Coordenadas                  | Imagem       |
| ------- | --- | ---------------------- | ------------- | ----------------- | ---- | ---- | ---------------------------- | ------------ |
| 4060287 | Gravuras rupestres da Mão do Homem ou Penedo da Mão do Homem                                               | Arqueologia            | Arte rupestre | Adoufe            | VC   | 1998 |                              |              |
| 74847   | Capela de Arroios ou Capela de Nossa Senhora das Dores (e núcleo habitacional)                             | Arquitectura religiosa | Capela        | Arroios           | IIP  | 1993 | 41.28573483° N 7.70578328° O |              |
| 71080   | Cruzeiro do Senhor dos Aflitos                                                                             | Arquitectura religiosa | Cruzeiro      | Borbela           | IIM  | 1977 | 41.31104399° N 7.73308466° O |              |
| 74255   | Igreja de Constantim (incluindo as capelas anexas e o altar-mor de talha com sacrário giratório)           | Arquitectura religiosa | Igreja        | Constantim        | IIP  | 1993 | 41.28304248° N 7.70818814° O | Mais imagens |
| 74679   | Marco granítico 68                                                                                         | Arquitectura civil     | Marco         | Ermida            | IIP  | 1946 | 41.22285424° N 7.74793181° O |              |
| 74680   | Marco granítico 69                                                                                         | Arquitectura civil     | Marco         | Ermida            | IIP  | 1946 | 41.22286217° N 7.75031691° O |              |
| 74681   | Marco granítico 70                                                                                         | Arquitectura civil     | Marco         | Ermida            | IIP  | 1946 | 41.22284626° N 7.74554671° O |              |
| 74482   | Marco granítico 56 e 57                                                                                    | Arquitectura civil     | Marco         | Folhadela         | IIP  | 1946 | 41.28314435° N 7.73683558° O |              |
| 74483   | Marco granítico 60                                                                                         | Arquitectura civil     | Marco         | Folhadela         | IIP  | 1946 | 41.28135986° N 7.7416209° O  |              |
| 74484   | Marco granítico 61                                                                                         | Arquitectura civil     | Marco         | Folhadela         | IIP  | 1946 | 41.28134357° N 7.73684644° O |              |
| 74485   | Marco granítico 62                                                                                         | Arquitectura civil     | Marco         | Folhadela         | IIP  | 1946 | 41.28315252° N 7.73922288° O |              |
| 74486   | Marco granítico 63                                                                                         | Arquitectura civil     | Marco         | Folhadela         | IIP  | 1946 | 41.26602872° N 7.73455204° O |              |
| 74487   | Marco granítico 64                                                                                         | Arquitectura civil     | Marco         | Folhadela         | IIP  | 1946 | 41.27955096° N 7.73924446° O |              |
| 74488   | Marco granítico 65                                                                                         | Arquitectura civil     | Marco         | Folhadela         | IIP  | 1946 | 41.35854621° N 7.6742375° O  |              |
| 74489   | Marco granítico 66                                                                                         | Arquitectura civil     | Marco         | Folhadela         | IIP  | 1946 | 41.24084216° N 7.74186204° O |              |
| 74490   | Marco granítico 67                                                                                         | Arquitectura civil     | Marco         | Folhadela         | IIP  | 1946 | 41.28135174° N 7.73923367° O |              |
| 74491   | Marco granítico 59                                                                                         | Arquitectura civil     | Marco         | Folhadela         | IIP  | 1946 | 41.29299856° N 7.72244993° O |              |
| 74492   | Marco granítico 58                                                                                         | Arquitectura civil     | Marco         | Folhadela         | IIP  | 1946 | 41.2696344° N 7.73572361° O  |              |
| 75048   | Marco granítico 77                                                                                         | Arquitectura civil     | Marco         | Guiães            | IIP  | 1946 | 41.20721464° N 7.65860153° O |              |
| 75049   | Capela de Nossa Senhora do Loreto                                                                          | Arquitectura religiosa | Capela        | Guiães            | IIP  | 1963 | 41.209073° N 7.661189° O     |              |
| 75050   | Marco granítico 74                                                                                         | Arquitectura civil     | Marco         | Guiães            | IIP  | 1946 | 41.19730542° N 7.65748081° O |              |
| 75051   | Marco granítico 75                                                                                         | Arquitectura civil     | Marco         | Guiães            | IIP  | 1946 | 41.2090252° N 7.66097312° O  |              |
| 75052   | Marco granítico 76                                                                                         | Arquitectura civil     | Marco         | Guiães            | IIP  | 1946 | 41.2090056° N 7.65620398° O  |              |
| 75053   | Marco granítico 78                                                                                         | Arquitectura civil     | Marco         | Guiães            | IIP  | 1946 | 41.94051667° N 8.74475° O    |              |
| 75054   | Marco granítico 79                                                                                         | Arquitectura civil     | Marco         | Guiães            | IIP  | 1946 | 41.20901542° N 7.65858855° O |              |
| 70914   | Capela de Santa Maria Madalena                                                                             | Arquitectura religiosa | Capela        | Justes            | IIM  | 1983 | 41.69358611° N 8.82816944° O |              |
| 73691   | Pelourinho de Lordelo                                                                                      | Arquitectura civil     | Pelourinho    | Lordelo           | IIP  | 1933 | 41.317478° N 7.766303° O     | Mais imagens |
| 71128   | Palácio de Mateus ou Solar de Mateus ou Casa de Mateus                                                     | Arquitectura civil     | Solar         | Mateus            | MN   | 1910 | 41.296842° N 7.712505° O     | Mais imagens |
| 71516   | Casa das Quartas                                                                                           | Arquitectura civil     | Casa          | Mateus            | IIM  | 1977 | 41.30379039° N 7.71880029° O |              |
| 74280   | Igreja de Mondrões ou Igreja de São Tiago                                                                  | Arquitectura religiosa | Igreja        | Mondrões          | IIP  | 1982 | 41.29593921° N 7.79645365° O | Mais imagens |
| 73835   | Igreja do Salvador ou Igreja Paroquial de Mouçós (Arca tumular românica anexa)                             | Arquitectura religiosa | Túmulo        | Mouçós            | IIP  | 1946 | 41.31378919° N 7.69556911° O | Mais imagens |
| 73836   | Igreja de Nossa Senhora de Guadalupe (incluindo as 2 pedras tumulares dos sécs. XVI e XVII na nave)        | Arquitectura religiosa | Igreja        | Mouçós            | IIP  | 1983 | 41.31453376° N 7.70201306° O |              |
| 74848   | Ponte de Piscais sobre o rio Corgo                                                                         | Arquitectura civil     | Ponte         | Mouçós            | IIP  | 1977 | 41.31803009° N 7.72253217° O | Mais imagens |
| 69794   | Igreja de São Domingos ou Sé de Vila Real                                                                  | Arquitectura religiosa | Igreja        | São Dinis         | MN   | 1926 | 41.296362° N 7.746589° O     | Mais imagens |
| 71085   | Capela do Espírito Santo ou Capela do Bom Jesus do Hospital                                                | Arquitectura religiosa | Capela        | São Dinis         | IIM  | 1986 | 41.28883234° N 7.73871131° O |              |
| 71136   | Capela de São Brás e o túmulo de Teixeira de Macedo                                                        | Arquitectura religiosa | Capela        | São Dinis         | MN   | 1910 | 41.291776° N 7.746524° O     | Mais imagens |
| 74846   | Pelourinho de Vila Real                                                                                    | Arquitectura civil     | Pelourinho    | São Dinis         | IIP  | 1933 | 41.296209° N 7.745755° O     |              |
| 74850   | Casa de Diogo Cão                                                                                          | Arquitectura civil     | Casa          | São Dinis         | IIP  | 1982 | 41.2951° N 7.746669° O       | Mais imagens |
| 341964  | Igreja de São Paulo ou Igreja de São Pedro Novo ou Igreja dos Clérigos ou Capela Nova (denominação actual) | Arquitectura religiosa | Igreja        | São Pedro         | IIP  |      | 41.297497° N 7.744537° O     | Mais imagens |
| 70273   | Santuário de Panóias                                                                                       | Arqueologia            | Santuário     | Vale de Nogueiras | MN   | 1910 | 41.28330439° N 7.68228373° O | Mais imagens |
| 75012   | Pelourinho de Galegos                                                                                      | Arquitectura civil     | Pelourinho    | Vale de Nogueiras | IIP  | 1933 | 41.283947° N 7.665836° O     |              |
| 70323   | Torre de Quintela                                                                                          | Arquitectura militar   | Torre         | Vila Marim        | MN   | 1910 | 41.297316° N 7.780486° O     |              |
| 156245  | Igreja de Santa Marinha, Paroquial de Vila Marim (Frescos Quatrocentistas e Quinhentistas)                 | Arquitectura religiosa | Fresco        | Vila Marim        | MIP  | 2011 | 41.30938413° N 7.77608418° O |              |
| 8983641 | Alto Douro Vinhateiro                                                                                      | n/a                    | n/a           | Vila Real         | MN   |      | 41.30550023° N 7.74711305° O | Mais imagens |

 Legenda: PM - Património Mundial · MN - Monumento Nacional · IIP - Imóvel de Interesse Público · MIP - Monumento de Interesse Público · CIP - Conjunto de Interesse Público · SIP - Sítio de Interesse Público · IIM - Imóvel de Interesse Municipal · MIM - Monumento de Interesse Municipal · CIM - Conjunto de Interesse Municipal · SIM - Sítio de Interesse Municipal · VC - Em vias de classificação · SPL - Sem proteção legal